# 源自布立吞语的英语单词列表
本列表列出了少量源自古布立吞语的英语单词(English words of Brittonic origin)，这类单词甚至比来自高卢语的单词还要少，而后者基本是通过法语进入英语的。然而，基于操古英语的人群与布立吞语的人群之间的社会历史关系，这也是可预料的。布立吞语对英语的影响主要体现在语法等方面。但是，有可能許多布立吞语來源的单词被相似的日耳曼詞源所遮掩掉，而這些日耳曼語詞源常被認為更为可靠（如"belly"肚：被認為是來自盎格鲁-撒克逊语""，但也可能來自通用布立吞语"*"）。而有些字詞可能已被誤認為是在諾曼入侵之後从高盧語經由法語而來。

## 凱爾特語族詞源
本列表未列出源自凱爾特語族經由威尔士语被借用到英語中(如:"小艇"/coracle/)；經由蓋爾亞語(如:“威士忌/whiskey/，敏銳/to keen/，沼澤/bog/，打擾/bother/，喧嘩/hubbub/，幽谷/glen/，宗族/clan/")；經由康瓦爾語(如:"鰺/scad/，孔洞/vug/，隆頭魚/wrasse/"，或可能"海鷗"一詞亦是)；經由布列塔尼语("支石墓/domen/，立石/menhir/，小巧玲瓏/bijou/""，均經由法語傳到英語)；由高盧語經由法語或拉丁語("聯賽"/league/，"木匠"/carpenter/，預算/budget/，"汽車"/car/等，或可能"鳥嘴"/beak/，"麥麩"/bran/，"桶"/barrel/，"分支"/branch/，"垃圾桶"/bin/，"約束"/bound/，"加侖"/gallon/，"約束"/bound/，"護城河"/moat/，"片"/piece/等語詞）。還有未知來源的布立吞凱爾特語(如:"海鷗"/gull/）；或未知來源的通用凱爾特語(如:"向下"/down/)。
basket
- 可能是從布立吞語語根*basc(i)-etto-，意思為"小柳條(的東西)"。[2]

brock
- 從布立吞語語根*brocco-變化而來，意思為"獾"。

coomb
- 從布立吞語語根*cumbos-/ā-變化而來，意思為"山谷"。

doe
- 可能是從布立吞語語根*da-變化而來的。[3]

yan, tan, tethera etc.：
- 來自於布立吞語<*>等詞，雖然語言存活的環境受到嚴重破壞。

本參考列表並不很詳盡。

## 外部連結
- Why Don’t the English Speak Welsh? - HILDEGARD TRISTRAM